# Anton Anderledy

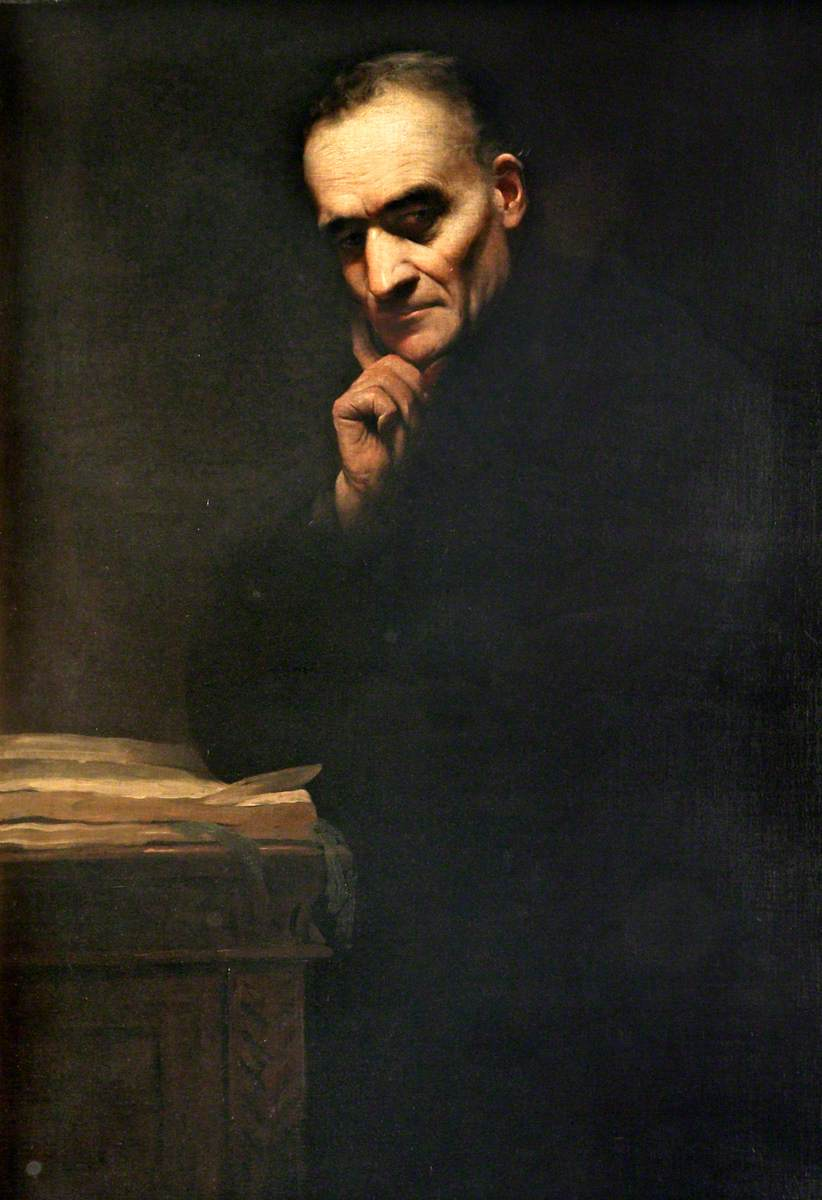
lAnton Anderledy.

Anton Anderledy, född den 3 juni 1819 i Valais,, död den 18 januari 1892 i Fiesole, var en schweizisk jesuitgeneral.
Anderledy, som inträdde i jesuitorden 1838, vistades 1848–1851 i Nordamerika och 1851–1870 i Tyskland som lärare. Han blev 1870 assistent åt ordensgeneral Pierre-Jean Beckx i Rom, valdes i september 1883 till dennes efterträdare och blev efter Beckx död, 1887, ordensgeneral.